# Agnė Širinskienė
Agnė Širinskienė (ur. 9 listopada 1975 w Wilnie) – litewska polityk, prawniczka i wykładowczyni akademicka, posłanka na Sejm Republiki Litewskiej.

## Życiorys
W 1993 ukończyła szkołę średnią w Duksztach, a w 1998 studia z teologii katolickiej na Uniwersytecie Witolda Wielkiego. Na tej samej uczelni w 2000 uzyskała magisterium z teologii pastoralnej, a w 2005 stopień doktora. W 2006 odbyła staż na Georgetown University w Waszyngtonie. Kształciła się następnie w zakresie prawa, uzyskując licencjat (2007) i magisterium (2009) na Uniwersytecie Michała Römera w Wilnie.
W latach 1999–2000 pełniła funkcję redaktor naczelnej dziennika Litewskiego Centrum Katechetycznego „Sėjėjas”. Od 2002 do 2004 była wykładowczynią na Wileńskim Uniwersytecie Pedagogicznym, a od 2003 również na Uniwersytecie Medycznym w Kownie. W 2004 została docentem w instytucie prawa publicznego na wydziale prawa Uniwersytetu Michała Römera. Pracowała też w prywatnym przedsiębiorstwie. Działała w organizacji prawniczej „Nuomonės”.
W 2016 jako kandydatka bezpartyjna wystartowała do Sejmu z ramienia Litewskiego Związku Rolników i Zielonych, uzyskując w wyborach parlamentarnych mandat deputowanej. Przystąpiła następnie do tego ugrupowania. W 2020 z powodzeniem ubiegała się o poselską reelekcję. W 2021 zrezygnowała z członkostwa w partii. Potem dołączyła do formacji Świt Niemna, w wyborach w 2024 z jej ramienia utrzymała mandat deputowanej na kolejną kadencję. W styczniu 2025 przeszła do frakcji Związku Demokratów „W imię Litwy”.